# Cerkiew Narodzenia Matki Bożej w Moskwie (Kryłatskoje)
Cerkiew Narodzenia Matki Bożej – prawosławna cerkiew w Moskwie, w rejonie Kryłatskim (na terenie Zachodniego Okręgu Administracyjnego Moskwy), w dekanacie św. Jerzego eparchii moskiewskiej miejskiej Rosyjskiego Kościoła Prawosławnego.

## Historia
Pierwsza wzmianka o cerkwi w Kryłatskim (ówcześnie samodzielnej wsi) pochodzi z 1554 i informuje o udziale cara Iwana Groźnego w ceremonii konsekracji drewnianej świątyni. Budynek ten przetrwał do 1713, gdy spłonął w pożarze. Z inicjatywy ks. Joanna Kiriłowa na jego miejscu wzniesiono nową świątynię, również drewnianą. Wyświęcono ją w 1717, zaś w 1785 obiekt został zniszczony przez kolejny pożar.
W 1859 podjęte zostały nowe starania na rzecz budowy cerkwi w Kryłatskim, jednak zgodę na rozpoczęcie prac władze cerkiewne wydały dopiero dwa lata później, zaś w 1862 przystąpiono do jej wznoszenia. Prace budowlane zakończono w 1868, w 1877 dostawiono dzwonnicę. Świątynia posiadała dwa ołtarze boczne św. Mikołaja i Kazańskiej Ikony Matki Bożej. Autorem projektu utrzymanej w stylu bizantyjsko-rosyjskim cerkwi był Bodeau, zaś dzwonnicę zaprojektował Stratiłatow.
Po rewolucji październikowej cerkiew została zamknięta i przez kolejne lata niszczała nieużytkowana. W czasie II wojny światowej wysadzona w powietrze została cerkiewna dzwonnica. Rosyjski Kościół Prawosławny odzyskał obiekt w 1989, wtedy też budynek przywrócono do użytku liturgicznego.